# Platygaster funesta
Platygaster funesta är en stekelart som beskrevs av Victor Ivanovitsch Motschulsky 1852. Platygaster funesta ingår i släktet Platygaster och familjen gallmyggesteklar. Inga underarter finns listade i Catalogue of Life.